# Brave (album Jennifer Lopez)
Brave è il sesto album in studio della cantante Jennifer Lopez.

## Descrizione
L'album è stato pubblicato il 6 ottobre 2007 in Australia, il 9 ottobre 2007 in America del Nord, e il 15 ottobre 2007 nel Regno Unito sotto etichetta Epic Records. Ha raggiunto la posizione numero 12 della Billboard 200 nella prima settimana di vendite, con 53 000 copie vendute.
È il primo album dell'artista a non aver debuttato in top 10 in questa classifica.
I due singoli estratti dall'album Hold It Don't Drop It e Do It Well ottengono un discreto successo, e nella classifica italiana arrivano rispettivamente alla sesta e alla seconda posizione.
Complessivamente il disco, al 2013, ha venduto 950 000 copie.
L'album non ha ottenuto il successo sperato, diventando l'album della cantante di minor successo.

## Tracce
1. Stay Together – 3:31 (J. R. Rotem, Chasity Nwagbara, E. Kidd Bogart)
2. Forever – 3:38 (Balewa Muhammad, Candice Nelson, Ezekiel "Zeke" Lewis, Patrick "J. Que" Smith, Chauncey Hollis)
3. Hold It Don't Drop It – 3:55 (Kevin Rusto, Waynne Nuget, Jennifer Lopez, Tawana Dabney, Janet Sewell, Cynthia Lissett)
4. Do It Well – 3:05 (Ryan Tedder, Leonard Caston, Anita Poree, Frank Wilson)
5. Gotta Be There – 3:57 (Adam Gibbs, Michael Chesser, Crystal Johnson, Travis Cherry, Leon Ware, Arthur Ross)
6. Never Gonna Give Up – 4:21 (Michelle Lynn Bell, Peter Wade Keusch, Jennifer Lopez)
7. Mile in these Shoes – 3:16 (Chasity Nwagbara, Onique Williams)
8. The Way It Is – 3:07 (Michelle Lynn Bell, Peter Wade Keusch, Jennifer Lopez, Rhonda Robinson, Gennaro Leone, Bruce Rudd)
9. Be Mine – 3:20 (Michelle Bell, Peter Wade Keusch, Rhonda Robinson, John Hill, Caleb Shreve, Jennifer Lopez, Bobby Hebb)
10. I Need Love – 3:52 (Michelle Bell, Peter Wade Keusch, Rhonda Robinson, John Hill, Caleb Shreve, Jennifer Lopez, Bill Withers)
11. Wrong When You're Gone – 3:58 (Ezekiel "Zeke" Lewis, Patrick "J. Que" Smith, Balewa Muhammad, Candice Nelson, Keri Hilson)
12. Brave – 4:21 (Christian Karrlson, Pontus Winnberg, Ezekiel "Zeke" Lewis, Patrick "J. Que" Smith, Balewa Muhammad, Candice Nelson)

Tracce bonus dell'edizione digitale
1. Do It Well (feat. Ludacris) – 3:34 (Ryan Tedder, Leonard Caston, Anita Poree, Christopher Bridges, Frank Wilson)
2. Do It Well (Monto Blanco Radio Mix) – 3:03 (Ryan Tedder, Leonard Caston, Anita Poree, Frank Wilson) – iTunes Bonus Track in some countries
3. Do It Well (Ashanti Boyz Remix) – 3:42 (Ryan Tedder, Leonard Caston, Anita Poree, Frank Wilson) – iTunes Bonus Track in some countries
4. Frozen Moments – 3:45 (Michelle Lynn Bell, Peter Wade Keusch) – iTunes Pre-order Bonus Track[5]

DVD dell'edizione Deluxe
1. Get Right (feat. Fabolous) (music video) – 3:52
2. Hold You Down (feat. Fat Joe) (music video) – 4:32
3. Qué Hiciste (music video) – 4:17
4. Me Haces Falta (music video) – 3:33

Inoltre la Target Edition include una t-shirt, mentre la Circuit City Edition include un calendario.

## Classifiche
| Classifica (2007) | Posizione massima |
| ----------------- | ----------------- |
| Australia         | 46                |
| Austria           | 35                |
| Belgio (Fiandre)  | 36                |
| Belgio (Vallonia) | 18                |
| Francia           | 28                |
| Germania          | 41                |
| Giappone          | 6                 |
| Irlanda           | 35                |
| Italia            | 10                |
| Paesi Bassi       | 24                |
| Polonia           | 31                |
| Regno Unito       | 24                |
| Spagna            | 21                |
| Svezia            | 59                |
| Svizzera          | 6                 |
| Stati Uniti       | 12                |